# Mireille Delunsch
Mireille Delunsch, née à Mulhouse le 2 novembre 1962, est une soprano lyrique française.

## Biographie
Née de parents choristes professionnels, Mireille Delunsch fait des études musicales de piano, chant et musicologie à Strasbourg. Elle crée à 15 ans une chorale d'enfants. Elle est 1er prix d'opéra à Béziers et remporte le prix des Voix nouvelles. Elle débute en 1990 à l'Opéra de Strasbourg dans Boris Godounov de Moussorgski. Elle fait essentiellement carrière en France. Son large répertoire (plus de 70 rôles) s'étend de Claudio Monteverdi à Benjamin Britten, Leonard Bernstein ou Francis Poulenc. Elle est invitée dès 1998 au Festival international d'art lyrique d'Aix-en-Provence.
Elle est chevalière des Arts et des Lettres et chevalière de la Légion d'honneur.
Le 3 décembre 1999, dans Surpris par la nuit, France Culture lui consacre une émission produite par Catherine Soullard. 
Depuis septembre 2017, elle enseigne le chant au Conservatoire national supérieur de musique et de danse de Lyon.

## Distinctions
- Chevalière de la Légion d'honneur
- Officière de l'ordre des Arts et des Lettres (2023)

## Rôles principaux
- Hector Berlioz : Marie dans L'Enfance du Christ, avec l'Orchestre du Mozarteum de Salzbourg dirigé par Ivor Bolton en décembre 2007.
- Benjamin Britten : The Turn of the Screw au Théâtre des Champs-Élysées puis à l'Opéra national de Bordeaux, en novembre 2008 et en avril 2016.
- Gustave Charpentier : Louise dans Louise à l'Opéra Bastille.
- Giacomo Meyerbeer : Valentine dans Les Huguenots à l'Opéra national du Rhin en 2012.
- Claudio Monteverdi : Poppée dans Le Couronnement de Poppée au Festival international d'art lyrique d'Aix-en-Provence en 2000.
- Wolfgang Amadeus Mozart : Donna Elvira dans Don Giovanni à l'Opéra Garnier, Pamina dans La Flûte enchantée à l'Opéra Bastille ainsi qu'Électre dans Idomeneo, re di Creta au Festival international d'art lyrique d'Aix-en-Provence en 2009.
- Jean-Philippe Rameau : la Folie dans Platée à l'Opéra Garnier.
- Richard Strauss : Salomé à l'Opéra national de Bordeaux en 2013.
- Giuseppe Verdi : Violetta dans La traviata au Festival international d'art lyrique d'Aix-en-Provence en juillet 2003.
- Richard Wagner : Elsa von Brabant dans Lohengrin à l'Opéra Bastille ainsi que Freia dans L'Or du Rhin au Festival international d'art lyrique d'Aix-en-Provence en 2005).

En 2013 elle met en scène à Bordeaux et â Nantes Dialogues des carmélites de Francis Poulenc.

## Filmographie
- 2011 : Rendez-vous avec un ange de Yves Thomas et Sophie de Daruvar